# Waylon Live
Waylon Live è il trentatreesimo album di Waylon Jennings (e il primo album della discografia interamente registrato dal vivo), fu pubblicato nel novembre del 1976 dalla RCA Victor. Il disco contiene brani registrati in due differenti concerti, al The Western Place di Dallas, Texas (25 settembre 1974) ed al The Opry House di Austin, Texas (26 settembre 1974).
Il disco originale contiene undici brani, come riportato nelle tracce, nel 1999 la Buddah Records ristampò su CD il lavoro aggiungendo nove brani (totale di venti tracce) in ordine di pezzi diverso dal disco originale, nel 2003 la RCA Records pubblicò un doppio CD dal titolo Waylon Live: The Expanded Edition con 42 brani.

## Tracce
Lato A
1. T For Texas (Blue Yodel N°1) – 4:01 (Jimmie Rodgers)
2. Rainy Day Woman – 2:34 (Waylon Jennings)
3. Me and Paul – 3:36 (Willie Nelson)
4. The Last Letter – 3:51 (Rex Griffin)
5. I'm a Ramblin' Man – 2:45 (Ray Pennington)
6. Bob Willis Is Still the King – 3:18 (Waylon Jennings)

Lato B
1. Pick Up the Tempo – 2:42 (Willie Nelson)
2. Good Hearted Woman – 2:58 (Waylon Jennings, Willie Nelson)
3. House of the Rising Sun – 3:42 (Traditional)
4. Me and Bobby McGee – 4:46 (Kris Kristofferson, Fred Foster)
5. This Time – 3:55 (Waylon Jennings)

## Musicisti
- Waylon Jennings - voce, chitarra
- Billy Ray Reynolds - chitarra
- Larry Whitmore - chitarra ritmica
- Ralph Mooney - steel guitar
- Roger Crabtree - armonica
- Duke Goff - basso
- Richie Albright - batteria